# Hōsei Tsukitei
Pour les articles homonymes, voir Yamasaki.
Hōsei Tsukitei (月亭 方正, Tsukitei Hōsei), auparavant connu sous le nom Hōsei Yamasaki (山崎 邦正, Yamasaki Hōsei), est un comédien japonais appartenant à l'agence Yoshimoto Kogyo. Il est connu pour être un des cinq membres de l'émission Downtown no Gaki no Tsukai ya Arahende!!.
En dehors de Gaki no Tsukai, il a publié deux livres, un CD single de sa signature Yamazaki Ichi-ban (ヤマザキ一番), et est apparu dans plusieurs compilations de Yoshimoto Kogyo.
Il est également un conteur de rakugo, connu depuis 2008 sous le nom de Hōsei Tsukitei (月亭 方正, Tsukitei Hōsei), qu'il prend officiellement comme nom d'artiste en 2013.

## Vie personnelle
Tsukitei est marié. Lui et sa femme Aya ont deux filles et un petit garçon. Sa femme est apparue une fois à la télé assise à ses côtés pour un quiz.

## Apparence
Comme les autres membres, il change sa coiffure presque annuellement (à l'exception de Matsumoto) mais retourne souvent à sa coupe au bol.
Matsumoto et les autres membres de Downtown no Gaki no Tsukai ya Arahende!! se réfèrent de temps en temps à lui comme un tottsuan-bōya (とっつあんぼうや) : il est décrit comme quelqu'un d'adulte, mais avec le visage d'un jeune adolescent. Il est parfois confronté dans l'émission à Masahiro Chōno.